# Neopanorpa indica
Neopanorpa indica är en näbbsländeart som beskrevs av Rust och George W. Byers 1976. Neopanorpa indica ingår i släktet Neopanorpa och familjen skorpionsländor. Inga underarter finns listade i Catalogue of Life.